# 사이티딘 이인산
사이티딘 이인산(영어: cytidine diphosphate, CDP)은 뉴클레오사이드 이인산의 한 종류이다. 사이티딘 이인산은 뉴클레오사이드인 사이티딘과 피로인산의 에스터이다. 사이티딘 이인산은 핵염기인 사이토신, 5탄당인 리보스, 피로인산으로 구성되어 있다.

## 같이 보기
- 뉴클레오사이드
- 뉴클레오타이드
- 사이티딘
- 사이티딘 일인산
- 사이티딘 삼인산
- DNA
- RNA
- 올리고뉴클레오타이드